# Бржета-Макај
Бржета.Макај (алб. Bzhetë-Makaj) је насељено место у општини Велика Малесија у округу Скадар, Албанија. Према попису из 1989. године било је 538 становника.
Бржета-Макај су једно од насеља малисорског племена Шкрељи.